# Contea di Li (Hunan)
La contea di Li (澧县S, Lǐ XiànP) è una contea della Cina, situata nella provincia di Hunan e amministrata dalla prefettura di Changde.